# Milstead
Milstead är en ort och civil parish i grevskapet Kent i sydöstra England. Orten ligger i distriktet Swale, cirka 5 kilometer söder om Sittingbourne. Civil parishen hade 187 invånare vid folkräkningen år 2021.